# Accademia di San Luca

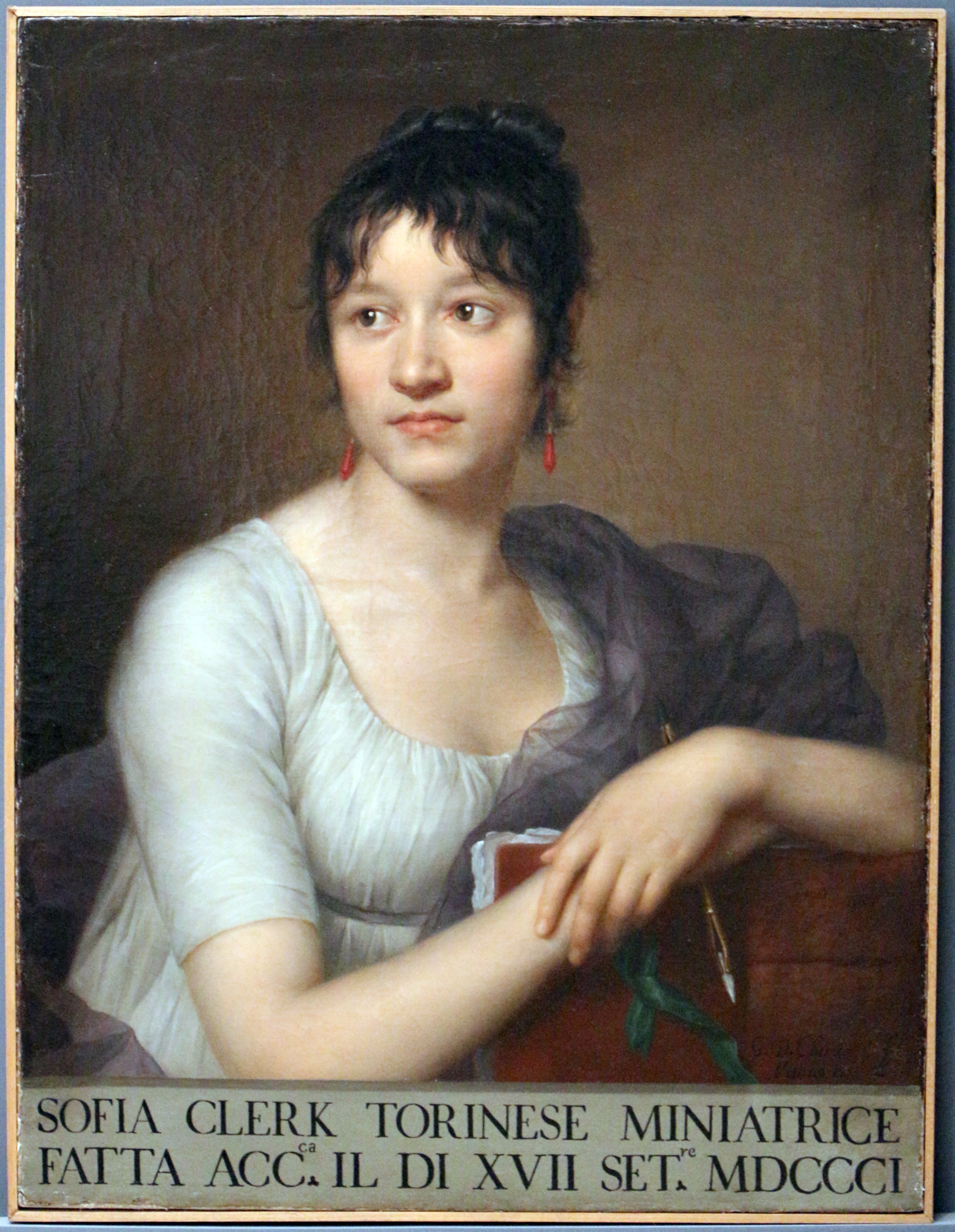
Giovan Domenico Cherubini, portret van Sofia Clerk, 1801

De Accademia di San Luca of de Accademia di belle arti di Roma is een vereniging van kunstenaars die werd opgericht in 1577 en actief werd onder Federico Zuccaro, haar eerste directeur, in 1593. Ze kreeg haar naam naar de heilige Lucas van wie werd aangenomen dat hij een portret van de Heilige Maagd schilderde. De instelling is vandaag nog steeds actief.

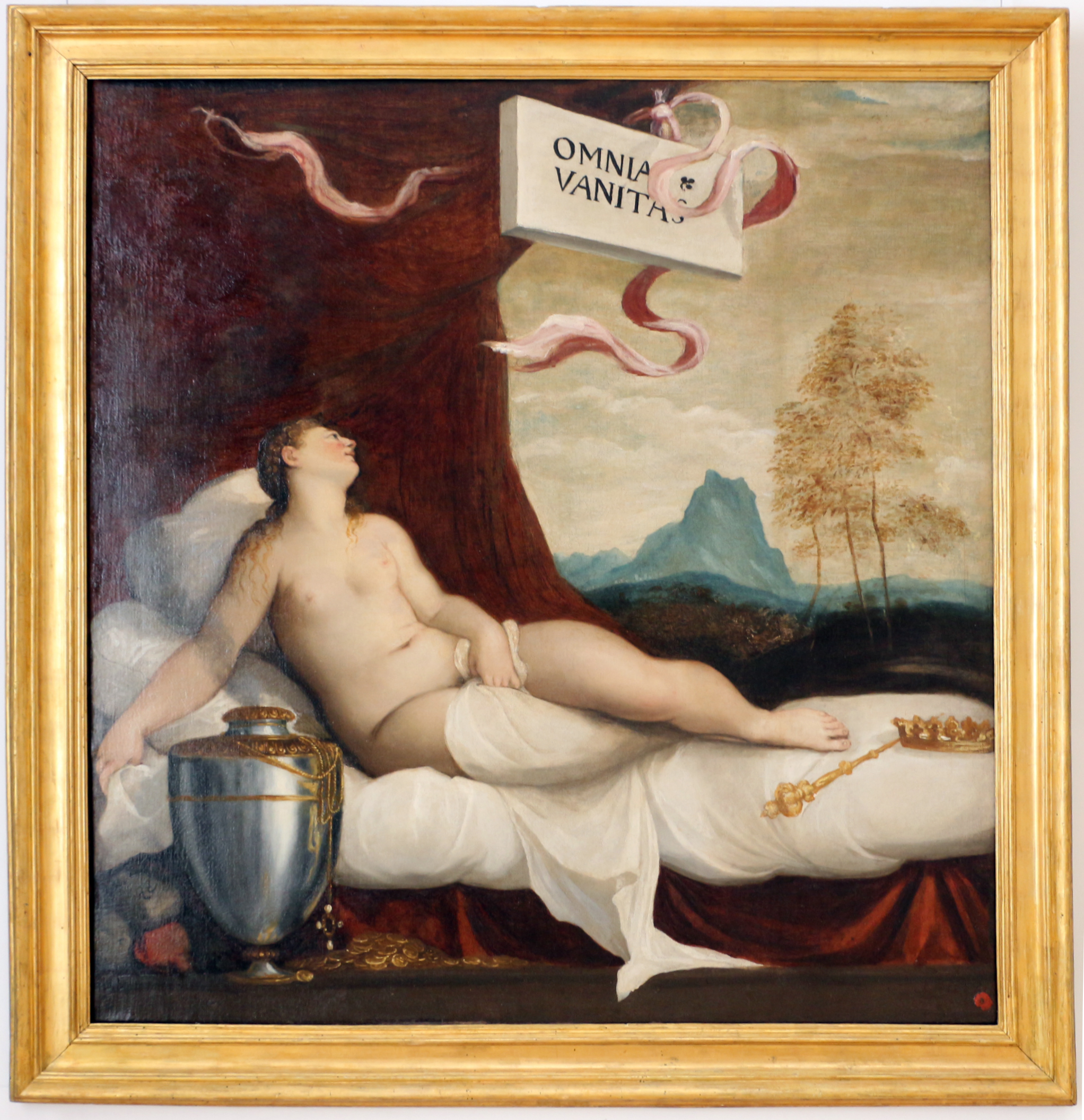
Padovanino (1588-1649), Vanitas.

## Geschiedenis
De Accademia di San Luca ontstond uit de antieke Università delle Arti della Pittura te Rome door een aantal evenementen in de vijftiende en zestiende eeuw. De eerste bekende statuten van de Universitas picturae [ac] miniaturae stammen uit 1478 en worden nog steeds bewaard in het archief van de academie. Ze bevatten een miniatuur die de heilige Lucas afbeeldt terwijl hij de statuten ontvangt van vier leden van de universiteit.
In 1577 werd de Universitas omgevormd tot de Accademia delle Arti della Pittura, della Scultura e del Disegno op initiatief van paus Gregorius XIII door de schilder Girolamo Muziano. De feitelijke transformatie vroeg heel wat tijd, onder meer door het overbrengen van de zetel van de gesloopte kerk van San Luca naar de Santa Martina die in 1588 werd toegewezen aan de academie door paus Sixtus V. In 1593 volgde dan een “symbolische” stichting van de academie door Federico Zuccaro.. Die presenteerde samen met Giovanni de Vecchi, Tommaso Laureti, Scipione Pulzone en waarschijnlijk Nicolò da Pesaro (il Trombetta) en Jacopo Rocchett de belangrijkste doelstellingen van de nieuwe vereniging aan de leden van de “Congregazione delli Pittori di Roma”. De academie werd gehuisvest in het speciaal voor haar gebouwde Palazzo Zuccari.

Het was pas in 1607 dat de eerste statuten werden goedgekeurd van de “academie van schilders en beeldhouwers”. In 1634, onder de leiding van Pietro da Cortona, werden de architecten tot de academie toegelaten met dezelfde rechten als de schilders en beeldhouwers. De statuten werden in de loop der eeuwen regelmatig aangepast, de laatste dateren van 2005. De naam werd in 1872 gewijzigd in Accademia reale … en in 1948 in Accademia nazionale ….
Tijdens de achttiende eeuw bereikte het prestige van de academie zijn hoogtepunt en wilden verscheidene Italiaanse en buitenlandse academies bij die van Rome aansluiten. Dankzij de rol die de academie speelde in het onderwijs van het tekenen en door het organiseren van concours bleef de academie lange tijd een belangrijke referentie voor de schone kunsten. Na de sluiting van de tekenscholen in 1873 begon ze stilaan de faam te verliezen die ze gedurende drie eeuwen had kunnen aanhouden.

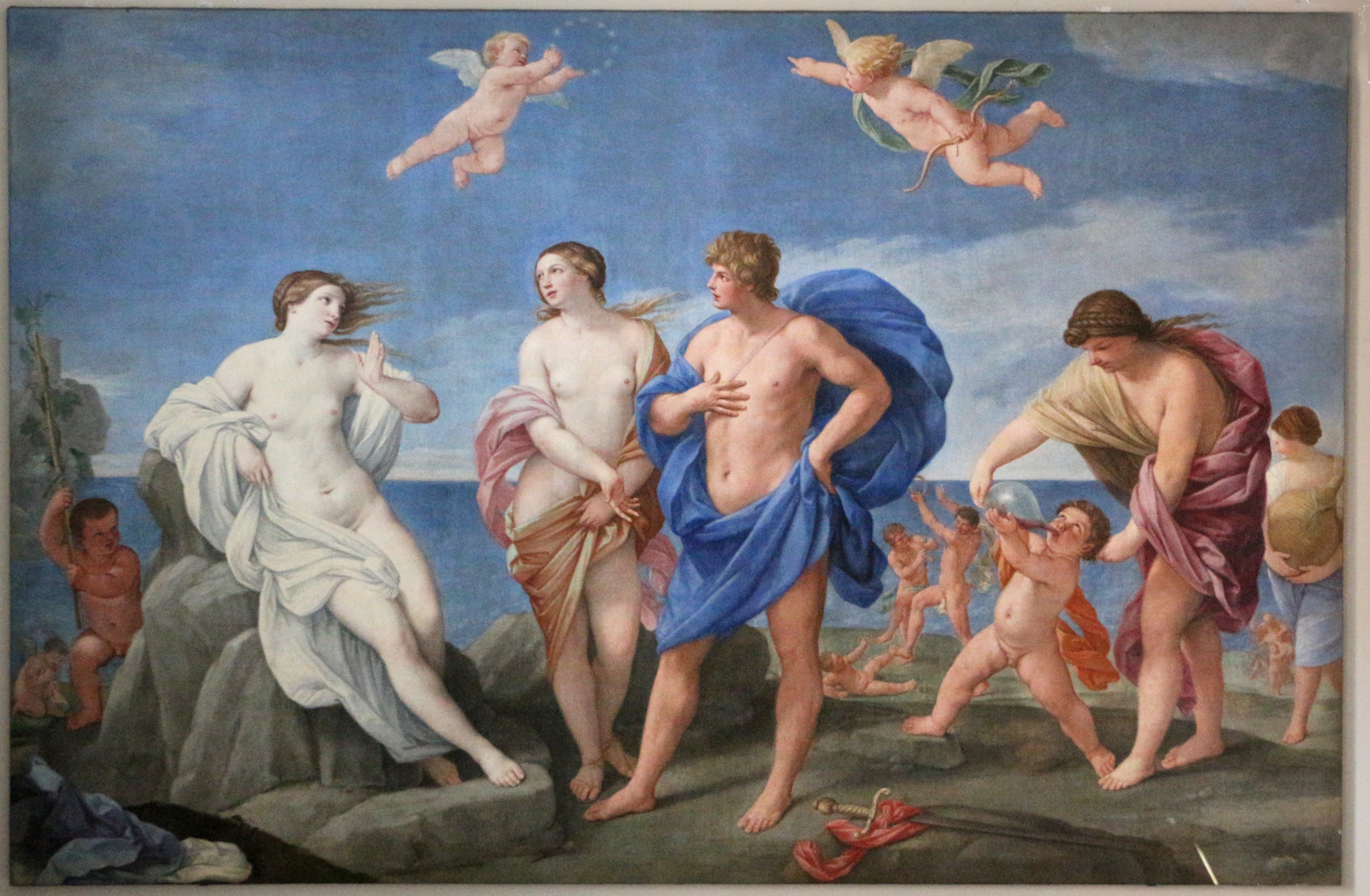
School van Guido Reni, Het huwelijk van Bacchus en Ariane, na 1640.

## Structuur
De academie is ingedeeld in de klassen schilderkunst, beeldhouwkunst en architectuur, die gelijk vertegenwoordigd zijn in de groepen van Italiaanse en buitenlandse academici.
Er zijn negentig Italiaanse academici en dertig buitenlandse. Daarnaast zijn er nog de klassen van de Cultori en Benemeriti (verdienstelijken) .
De zesendertig Academici Cultori worden gekozen uit de kunst- en architectuurwetenschappers, zowel binnenlandse als buitenlandse, die zich bijzonder onderscheiden hebben in de studie van de kunst of architectuur. De vierentwintig Benemeriti worden gekozen uit mensen van alle nationaliteiten, die zich uitzonderlijk hebben ingezet voor de kunsten of met betrekking tot de Academie. De leiding van de Academie komt wordt beurtelings toegewezen aan een lid van een van de drie vertegenwoordigde kunsten. Tot de nieuwe statuten van 1812 werd hij Principe genoemd. De laatste die die titel droeg was Antonio Canova. Daarna werd de titel gewijzigd in Presidente.

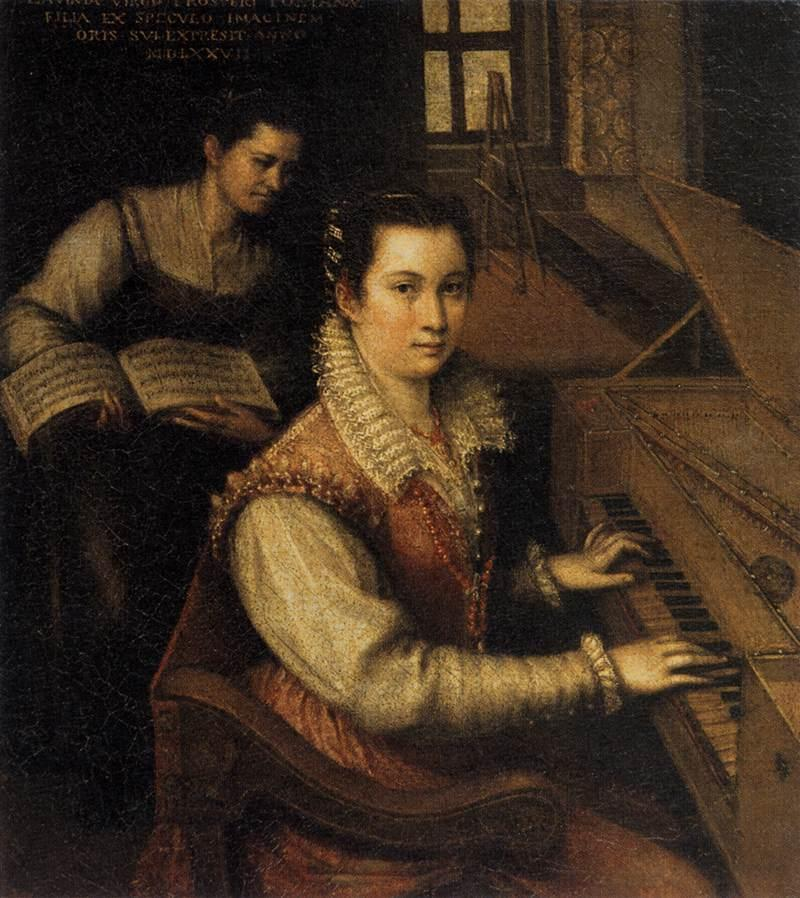
Lavinia Fontana, Zelfportret aan het spinet, ca. 1577.

## Zetel
De Accademia Nazionale di San Luca is gevestigd in het Palazzo Carpegna, dat vroeger eigendom was van de familie Carpegna, grenzend aan de Trevifontein. Het palazzo werd herbouwd door Francesco Borromini tussen 1643 en 1650. Na de Carpegna’s kwam het palazzo in 1731 terecht in de handen van de markies Emilio Orsini die het palazzo verder liet afwerken door de architect Francesco Ferrari. Na Orsini kwam het in het bezit van de families Patrizi Naro en Colligola Monthioni en vanaf het midden van de negentiende eeuw tot 1882 huisvestte het de familie van Luigi Pianciani, de eerste burgemeester van Rome na de eenwording van Italië. Ondanks de verbouwingen in de 18e en 19e eeuw zijn de resultaten van de tussenkomsten van Borromini en Ferrari hier en daar bewaard gebleven.
Tussen 1933 en 1934 werd het palazzo onder de directie van Gustavo Giovannoni en Arnaldo Foschini grondig aangepast om het geschikt te maken als zetel van de Academie van San Luca. De nieuwe zetel van de Academie werd ingehuldigd op 24 april 1934. Op het gelijkvloers zijn de zalen ingericht waarin men tentoonstellingen kan organiseren en ruimtes voor het bewaren van de collecties van tekeningen en boeken. Op de eerste verdieping zijn de kantoren voor de beheerders en het secretariaat gevestigd, een conferentieruimte en de raadzaal. Op de tweede verdieping vindt men de Biblioteca Romana Sarti, het historisch archief en de kantoren van de administratie. Het laatste verdiep herbergt de Galleria dell'Accademia, het museum van de Accademia en de gepantserde ruimtes waar de niet tentoongestelde schilderijen worden bewaard.

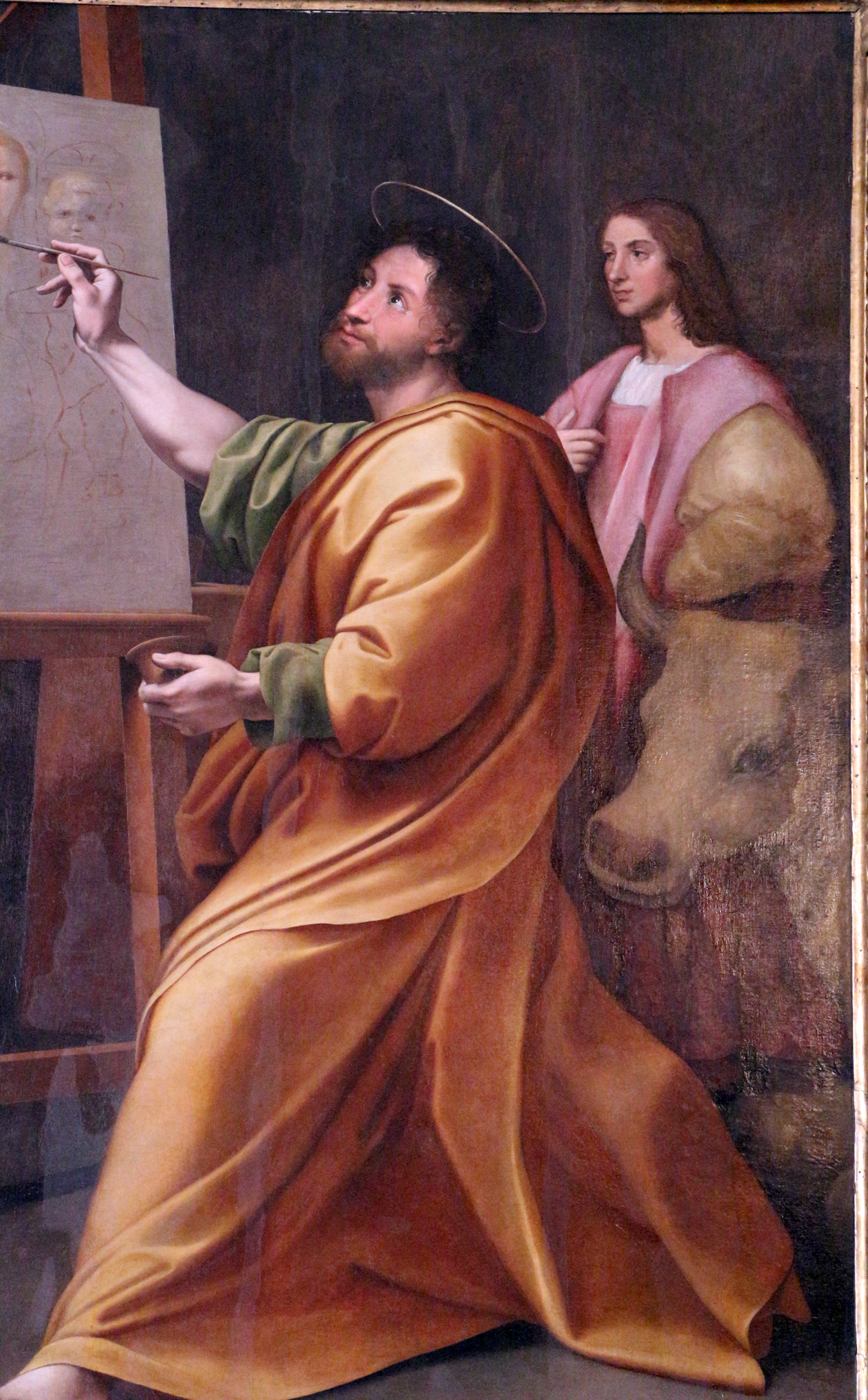
Lucas schildert de Maagd (detail)

## Embleem
In 1705 werd het embleem, dat nog steeds gebruikt wordt, aangenomen door de academie. Het is een gelijkzijdige driehoek gevormd door het penseel voor de schilderkunst, de beitel voor de beeldhouwkunst en de passer voor de architectuur. Het embleem wordt bekroond door een cartouche waarin een twee woorden (aequa potestas) uit de Epistula ad Pisones van Horatius voorkomen. (Pictoribus atque poetis quidlibet audendi semper fuit aequa potestas vertaling: aan schilders en dichters is altijd de meest mogelijke vrijheid toegekend in het kiezen van hun onderwerp). Vanaf 1934 werd dit wapen geflankeerd door een nieuw wapen, dat de heilige Lucas voorstelt die de Maagd schildert.
Het schilderij van Lucas die de Heilige Maagd schildert, dat aan de basis lag van de naam van de Accademia en wordt nu nog steeds bewaard in het museum van de Accademia. Het werd lange tijd toegeschreven aan Rafaël. Het werk werd in 1593 door Zuccaro aan de Accademia geschonken zoals in 1604 werd beschreven in ‘L’Origine e progresso dell’Accademia di San Luca a Roma’ door Zuccaro in samenwerking met Romano Alberti. Rafaël werd evenwel niet genoemd als de originele schilder door Zuccaro, het eerste spoor van die toewijzing is een brief van Lelio Arrigoni, een artistiek agent van de hertog van Mantua, in een brief aan de hertog. Arrigoni specifieerde zelfs dat het werk door Rafaël was geschonken aan de voorloper van de Accademia, de schildersgilde van Sint Lucas. Nog een vroegere vermelding kwam onlangs aan het licht in notities van de Spaanse schilder Pablo de Céspedes uit 1570-1577.
Giovanni Baglione schrijft in zijn ‘Le vite de’ pittori, scultori, et architetti: dal pontificato di Gregorio XIII del 1572 in fino a’ tempi di Papa Urbano Ottavo nel 1642’ dat Zuccaro opdracht gaf aan Scipione Pulzone de Lucas van Rafaël te restaureren en er zich nadien behoorlijk boos over maakte dat Pulzone het werk gesigneerd had. Baglione vertelt ook dat een kopie van het werk gemaakt werd door Antiveduto Gramatica in 1623, om het werk van Rafaël dat als altaarstuk geplaatst was in de kleine kerk van San Luca sull'Esquilino, de eerste zetel van de universiteit, te vervangen en het originele werk van Rafaël te verkopen. De kopie werd gemaakt in opdracht van de Accademia om het origineel in de kerk te vervangen en zo te behoeden voor verdere schade en het in betere voorwaarden te bewaren. De kopie werd later overgebracht naar de kerk van de Santi Luca e Martina op het Forum Romanum. Het origineel wordt nu bewaard in de collectie van de Accademia in het palazzo Carpegna.
Op basis van de stijlkenmerken en compositie wordt het werk vandaag niet langer toegeschreven aan Rafaël, maar gaat men ervan uit dat het door Zuccaro zelf geschilderd werd.

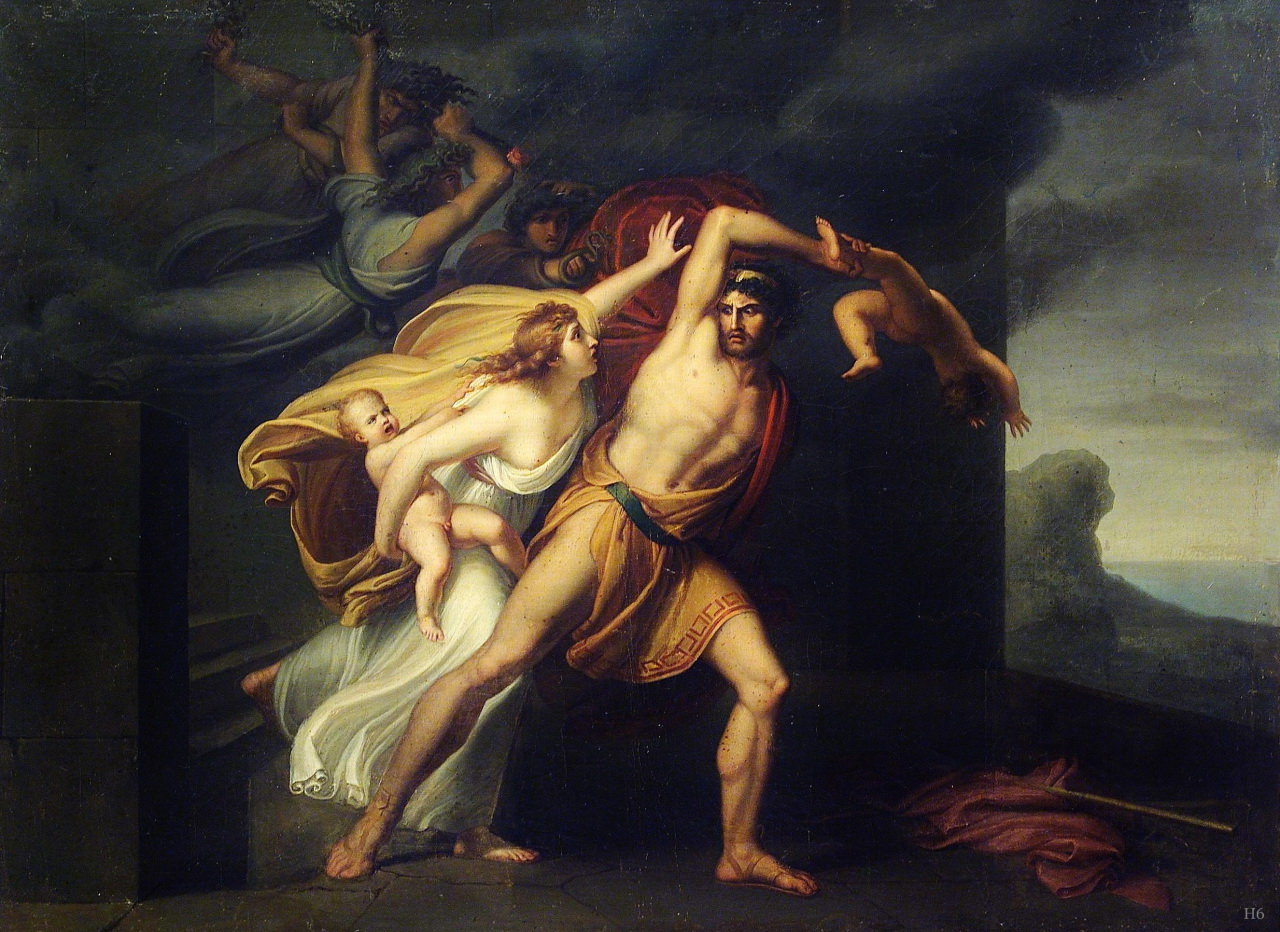
Michele Arcangelo Migliarini, Athamas en de Furiën (1801).

## Collectie
De collectie van de Accademia bestaat uit een groot aantal werken van historisch en artistiek belang, uit de periode tussen de 15e en de 20e eeuw. De collectie bevat meer dan duizend schilderijen, driehonderd sculpturen, vijfduizend vijfhonderd tekeningen en een groot aantal prenten en penningen. De verzameling is vrij heterogeen omdat er geen plan aan de verwerving van kunstwerken ten grondslag lag, maar dat ze vooral tot stand kwam door schenkingen van academici en particuliere verzamelaars.
Verder werd ieder nieuw lid van de vereniging geacht om bij zijn toetreding een kunstwerk en een portret af te staan. De zeer bezienswaardige eeuwenoude kunstverzameling die zo is ontstaan omvat onder meer ruim 500 portretten.

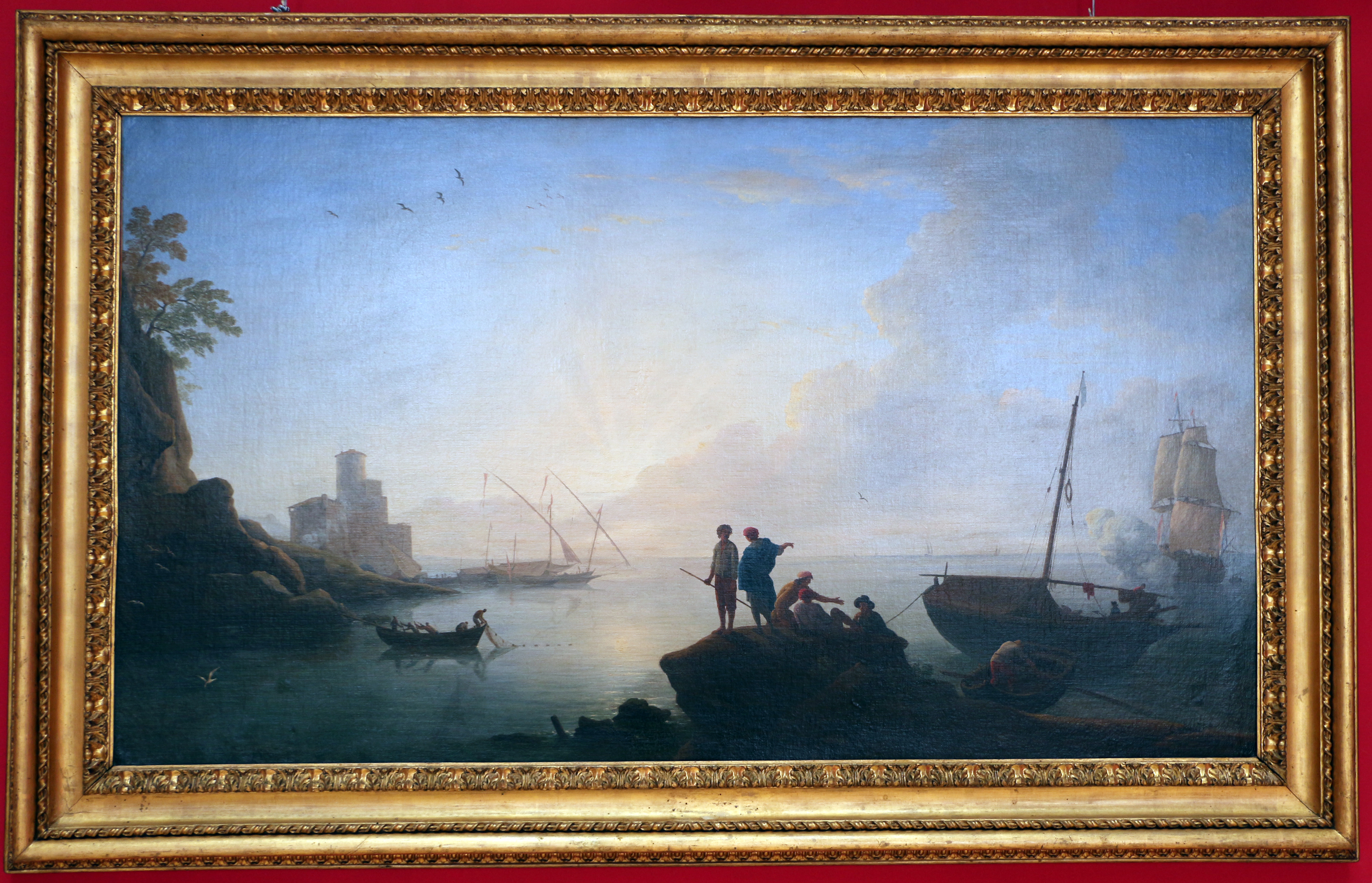
Adrien Manglard, Zeezicht, (Frankrijk, 1740-50).

## Principe
Hierbij een lijst van de bijzonderste Principe van de Academie:
- Federico Zuccaro, primo principe 1593
- Tommaso Laureti, 1595
- Giovanni De Vecchi, 1596
- Cesare Nebbia, 1597
- Durante Alberti, 1598
- Flaminio Vacca, 1599
- Cavalier d'Arpino, 1600, 1616, 1629
- Girolamo Massei, 1603
- Pietro Bernini, 1605, 1606
- Paolo Guidotti, 1607, 1620
- Gaspare Celio, 1609
- Cherubino Alberti, 1611-1613
- Ottavio Leoni, 1614-1615, 1627
- Giovanni Baglione, 1617-1619
- Gian Lorenzo Bernini, 1621, 1630
- Agostino Ciampelli, 1623
- Antiveduto Gramatica, 1624
- Simon Vouet, 1624-1627
- Baldassare Croce, 1628
- Domenichino, 1629
- Giovanni Lanfranco, 1631, 1632
- Francesco Mochi, 1633
- Pietro da Cortona, 1634-1636
- Alessandro Turchi, 1637, 1638
- Giovanni Francesco Romanelli, 1639
- Alessandro Algardi, 1640
- Girolamo Rainaldi, 1641-1643
- Niccolò Menghini, 1645-1647
- Giovanni Battista Soria, 1648-1650
- Luigi Gentile da Bruxelles, 1651-1653
- Pietro Martire Neri, 1654
- Bernardino Gagliardi, 1655-1658
- Nicolas Poussin, 1657
- Raffaello Vanni, 1658-1660
- Gaspare Morone, 1661
- Pier Francesco Mola, 1662, 1663
- Carlo Maratta, 1664-1665, 1699, 1706-1713
- Giovanni Francesco Grimaldi 1666
- Melchiorre Cafà, 1667
- Orfeo Boselli, 1667
- Pietro del Pò
- Giacinto Brandi 1669, 1684
- Domenico Guidi, 1670, 1675
- Giovanni Maria Morandi, 1671, 1680, 1685
- Charles Errard, 1672, 1678
- Carlo Rainaldi, 1673
- Giovan Battista Gaulli, 1674
- Carlo Cesi, 1675
- Charles Le Brun, 1676-1677
- Lazzaro Baldi, 1679
- Mattia de Rossi, 1681, 1693
- Luigi Garzi, 1682
- Giovan Battista Contini, 1683, 1719
- Filippo Lauri, 1686
- Carlo Fontana, 1686, 1694
- Ludovico Gimignani, 1688
- Carlo Buratti,	 1697
- Giovan Battista Boncori, 1698
- Charles-François Poerson, 1714, 1718
- Benedetto Luti, 1720
- Giuseppe Bartolomeo Chiari, 1723-1725
- Antonio Valeri, 1726
- Camillo Rusconi, 1727, 1728
- Sebastiano Conca, 1729, 1739
- Girolamo Teodoldi, 1734, 1742
- Agostino Masucci, 1736-1738
- Jean-François de Troy, 1744
- Giovanni Battista Maini, 1746, 1747
- Tommaso de Marchis, 1748
- Francesco Mancini 1679-1758, 1750-1751
- Filippo della Valle, 1752, 1760-1761
- Ferdinando Fuga, 1753-1754
- Giovanni Paolo Pannini, 1755
- Pietro Bracci, 1756
- Clemente Orlandi, 1757
- Placido Costanzi, 1758
- Mauro Fontana, 1762
- Francisco Preciado de la Vega, 1764-1766, 1777-1778
- Andrea Bergondi, 1767, 1779-1780
- Anton Raphael Mengs, 1771-1772
- Carlo Marchionni, 1773
- Ferdinando Raggi, 1781
- Anton von Maron, 1784
- Agostino Penna, 1787-1789
- Antonio Asprucci, 1790
- Tommaso Conca, 1793
- Vincenzo Pacetti, 1796, 1800, 1801
- Andrea Vici, 1802
- Vincenzo Camuccini, 1806-1810
- Antonio Canova, 1811 (zonder onderbreking van 1814 tot 1822)

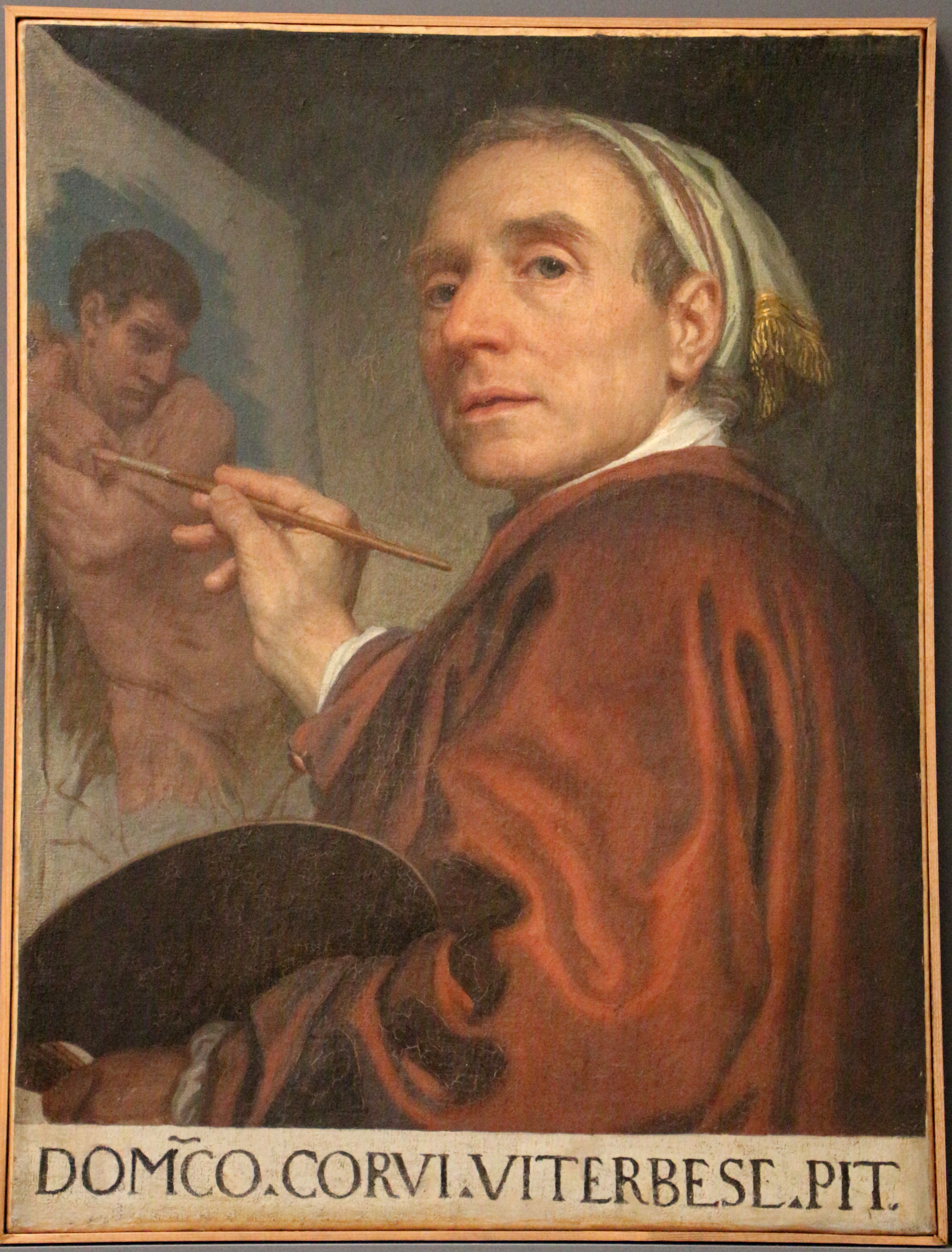
Domenico Corvi, zelfportret.

## Presidenti
Hierbij een lijst van de bijzonderste Presidenti van de Academie:
- Gaspare Landi, 1817-1820
- Alessandro Massimiliano Laboureur, 1820-1822
- Girolamo Scaccia, 1823
- Vincenzo Camuccini, 1826
- Bertel Thorvaldsen, 1827-1828
- Giulio Camporese, 1829
- Andrea Pozzi, 1830-1831
- Antonio D'Este, 1832
- Tommaso Minardi, 1837
- Clemente Folchi, 1841-1843
- Luigi Poletti, 1849-1853
- Filippo Agricola, 1854-1855
- Virginio Vespignani, 1870, 1876-1877
- Nicola Consoni, 1878, 1883
- Andrea Busiri Vici 1886, 1887
- Roberto Bompiani, 1898
- Stefano Galletti, 1899, 1900

- Bibsys: 90680893
- Biblioteca Nacional de España: XX91211
- Bibliothèque nationale de France: cb12174849k (data)
- Catàleg d'autoritats de noms i títols de Catalunya: 981058602707206706
- CiNii: DA14500045
- Gemeinsame Normdatei: 1000016-1
- International Standard Name Identifier: 0000 0001 2151 579X
- Library of Congress Control Number: n93105433
- Nationale Bibliotheek van Letland: 000143646
- Nationale Bibliotheek van Tsjechië: ntk20231188596
- Nationale bibliotheek van Australië: 35654166
- Nationale Bibliotheek van Israël: 987007458891405171
- Réseau des bibliothèques de Suisse occidentale: 02-A005930721
- Système universitaire de documentation: 030659590
- Union List of Artist Names: 500115633
- Virtual International Authority File: 127343943